# Cukernatka
Cukernatka (Promerops) je rod afrických zpěvných ptáků, jenž zahrnuje pouze dva žijící druhy. Jde o jediného zástupce čeledi cukernatkovití (Promeropidae).

## Systematika
Rod Promerops vědecky popsal francouzský přírodovědec Mathurin Jacques Brisson roku 1760. V současném systému (IOC World Bird List v14.1) vystupuje tento rod jakožto jediný recentní taxon čeledi Promeropidae, jejíž popisnou autoritu představuje irský zoolog Nicholas Aylward Vigors. Rozlišují se dva druhy cukernatek, oba rozšířené v jihoafrickém regionu:
- Promerops cafer (Linnaeus, 1758) – cukernatka kapská;
- Promerops gurneyi J. Verreaux, 1871 – cukernatka jihoafrická.

Genetické analýzy nasvědčují, že se cukernatky odvětvují mezi bazálními liniemi passeroidních zpěvných – možná jako linie bazální, možná jako sesterská skupina čeledi Modulatricidae (v takovém případě mohou být její zástupci přímo sdružováni v rámci cukernatkovitých). Tradiční taxonomie založená na morfologických a behaviorálních znacích umisťovala cukernatky například v rámci kystráčkovitých (Meliphagidae), drozdovitých (Turdidae) či strdimilovitých (Nectariniidae).

## Popis
Cukernatka kapská dosahuje velikosti asi 24–44 cm, cukernatka jihoafrická pak asi 23–29 cm. Svým vzezřením tito ptáci připomínají strdimily, oproti nim však mívají mnohem delší ocas. Zvláště u samců cukernatek kapských bývá ocas extrémně prodloužený, kdy dosahuje maximální délky asi 38 cm, samice jej mají výrazně kratší. V případě cukernatek jihoafrických ocas nedorůstá do natolik excesivní podoby. Zbarvení lze zobecnit jako hnědé s pruhovaným vzorem, žlutým spodkem ocasu a černým zobákem a končetinami.
Jakožto ptáci živící se nektarem vykazují cukernatky několik účelných adaptací, často konvergentních s jinými nektarivorními ptáky. Mezi ně lze zařadit dlouhý zakřivený zobák, trubicovitý zřasený jazyk či ostré drápky na prstech, jimiž se mohou snadno zachytit na jednotlivých rostlinách.

## Ekologie a chování

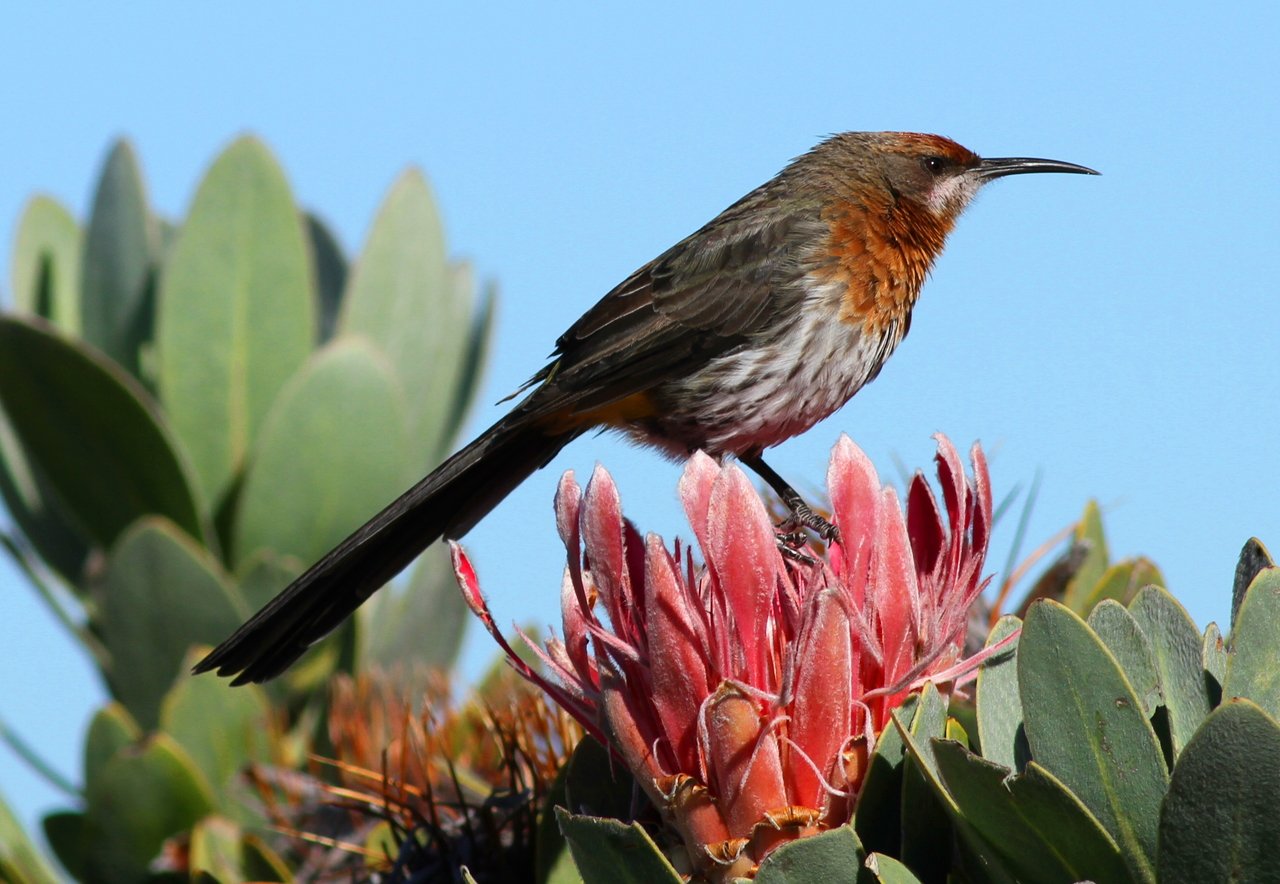
Cukernatka jihoafrická v NP Marakele

Oba dva druhy cukernatek vyžadují ke svému životu přítomnost rodu Protea; ten je svým areálem rozšíření vázán na jižní Afriku a představuje součást širší čeledi proteovité s gondwanským rozšířením. Cukernatka kapská žije výhradně v křovinatých biotopech typu fynbos v rámci kapské květenné říše. Jak již jméno napovídá, hlavní součást potravy cukernatek představuje nektar, který získávají především z proteí, jakož i z jiných místních rostlin, včetně těch pěstovaných lidmi. Protože nektar obsahuje pouze malé množství bílkovin, jídelníček doplňují i různými bezobratlými, typicky lovenými přímo na kvetoucích rostlinách, někdy však i za letu. V ekosystému cukernatky zastávají úlohu opylovačů, zejména pak samci, kteří mívají delší zobáky oproti samičím protějškům, a mohou tak pronikat hlouběji do květů. Vyjma toho však cukernatky představují i důležitý vektor pro drobné rostlinné roztoče, jejichž početné populace přežívají v nosních dutinách těchto ptáků.
Proteovité rostliny poskytují cukernatkám nejen potravu, ale i hnízdiště. Samotné hnízdo je šálkovitá stavba z větviček a trávy, s výstelkou tvořenou chmýrem proteí. Zejména na začátku hnízdní sezóny se samci stávají extrémně teritoriálními a agresivními, přičemž samicím se dvoří leteckými kreacemi, při nichž škubají výraznými ocasními pery a zároveň vydávají specifické klapání prostřednictvím modifikovaných letek na křídlech. Na stavbě hnízda i inkubaci se podílí primárně samice. Snůška činí 2 vejce a inkubační doba trvá 16 až 17 dnů. Mláďata opouštějí hnízdo po 17 až 23 dnech, ještě dalších několik týdnů však využívají péče poskytované oběma rodiči.